# 博物館諮詢委員會
博物館諮詢委員會（英語：Museum Advisory Committee）簡稱博諮會，於2016年10月20日由民政事務局成立，以取代藝術博物館諮詢委員會、歷史博物館諮詢委員會及科學博物館諮詢委員會。博諮會及其轄下三個分別就藝術、歷史及科學範疇而設的常設專責委員會，會就公共博物館的發展、推廣及管理策略向康樂及文化事務署提供意見。現任主席是蘇彰德先生。

## 歷任主席
- 黃遠輝先生，SBS，JP（2016年10月20日-）[2][3]
- 蘇彰德先生，BBS，JP[1]